# Liri Beqja
Liri Beqja (ur. 7 kwietnia 1949 w Tiranie) – albańska radiotelegrafistka i strzelczyni. W swojej karierze sportowej wyróżniała się na tle innych albańskich strzelczyń obsługi bronią lewą ręką.

## Życiorys
W 1968 roku pobiła rekord świata w strzelectwie w kategorii strzelania z karabinu, uzyskując 591 punktów. Poza karierą sportową pracowała przez 25 lat jako radiotelegrafistka.
W 1991 roku zamieszkała w Szwajcarii.

## Tytuły
3 maja 2018 roku prezydent Albanii Ilir Meta uhonorował Liri Beqję tytułem Wielkiego Mistrza (Mjeshtër i Madh).